# HMD Global
HMD Global Oy, noto attualmente come Human Mobile Devices, in  passato Nokia Mobile, è un produttore di dispositivi mobili Europeo, che produce e distribuisce dispositivi e accessori marchiati HMD. La società è stata costituita con il business del settore "Devices & Services" del gruppo Nokia. 
Nata nel dicembre 2016 dopo l'acquisto di parte della divisione feature phone di Microsoft Mobile, a sua volta fondata dopo l'acquisizione di Microsoft del settore "Devices & Services" di Nokia nel 2014.
Ha sede a Espoo, nei pressi di Helsinki, in Finlandia ed è diretta e composta da ex dipendenti Nokia, che hanno deciso di prenderne parte. Si tratta nel 2025, dell'ultima grande azienda europea ancora presente e restante sul mercato dei dispositivi mobili.
Nel gennaio 2024, l'azienda ha subito un cambiamento di strategia aziendale, divenendo Human Mobile Devices, iniziando a produrre i primi dispositivi mobili a marchio HMD; viene quindi di fatto eliminato ogni riferimento a Nokia e posto termine allo sviluppo e alla produzione di nuovi smartphone e tablet con tale marchio.

Logo utilizzato sui dispositivi Nokia.

HMD produce feature phone, smartphone e tablet basati sul sistema operativo Android. Nokia Corporation ha dichiarato che questa mossa servirà a "unire una delle marche di cellulari più famosi al mondo con il principale sistema operativo mobile". La manifattura dei dispositivi è stata inizialmente affidata in esclusiva al partner commerciale FIH Mobile, una sussidiaria di Foxconn, mentre dal 2019 l'azienda si avvale di una pluralità di produttori.
In occasione del MWC 2023 di Barcellona l'azienda ha annunciato che i processi di produzione e test degli smartphone Nokia 5G sarebbero stati spostati in Europa nel 2023, andando quindi a rendere HMD con Nokia Mobile il primo produttore mondiale a scegliere di portare le sue attività produttive nel Vecchio continente. Va ricordato che anche la vecchia Nokia Corporation produceva i suoi telefoni cellulari Nokia principalmente in Europa, pur avendo produzioni anche al di fuori del Continente. HMD aggiunge che, grazie alle stringenti e precise normative europee in materia di produzione e collaudo, potrà offrire un maggior livello di sicurezza sui propri dispositivi, andando a collaborare con partner fidati e di alto livello.
Nokia Corporation ha ruoli di investimento diretti in HMD con una quota di proprietà del 10,10% a fine 2023, nonché una rappresentanza nel consiglio di amministrazione che controlla e assicura il corretto utilizzo del proprio marchio, dei propri requisiti, dei propri brevetti, delle concessioni dei diritti alle sue proprietà di ricerca e sviluppo e delle prestazioni dei prodotti al fine di garantire che le aspettative dei consumatori siano soddisfatte.

## Antefatti
Negli anni passati, Nokia è stata leader incontrastata nella produzione di telefoni cellulari tanto da estendere la popolarità del proprio marchio a molti mercati come Europa e Asia. Nel 2011, nel mezzo di una crescente concorrenza nel mercato degli smartphone, l'amministratore delegato Stephen Elop ha firmato un partenariato con Microsoft per l'utilizzo di Windows Phone 7 come suo principale sistema operativo in sostituzione del vecchio Symbian, ritenuto non competitivo. Tuttavia Nokia non è mai riuscita a recuperare in termini economici e ha successivamente venduto la divisione "Devices & Services" a Microsoft nel mese di aprile 2014, che ne ha cambiato il nome in Microsoft Mobile. Il marchio Nokia continuò ad essere utilizzato sugli smartphone Lumia fino al ritiro completo nell'ottobre 2014 (mantenendone però l'utilizzo sui cosiddetti "feature phone").
Tuttavia, neppure Microsoft è riuscita ad ottenere grosse vendite e nel luglio 2015 la divisione Mobile subisce una svalutazione per 7,6 miliardi di dollari, quasi l'intero prezzo pagato per l'acquisto. Nel Q1 del 2016 le vendite dei dispositivi Lumia scendono del 73% in un anno. Si ritiene che l'acquisizione da parte di Microsoft della divisione "Devices & Services" di Nokia sia stata una delle peggiori operazioni di sempre, non saputa controllare e gestire al meglio dall'azienda.

## Storia

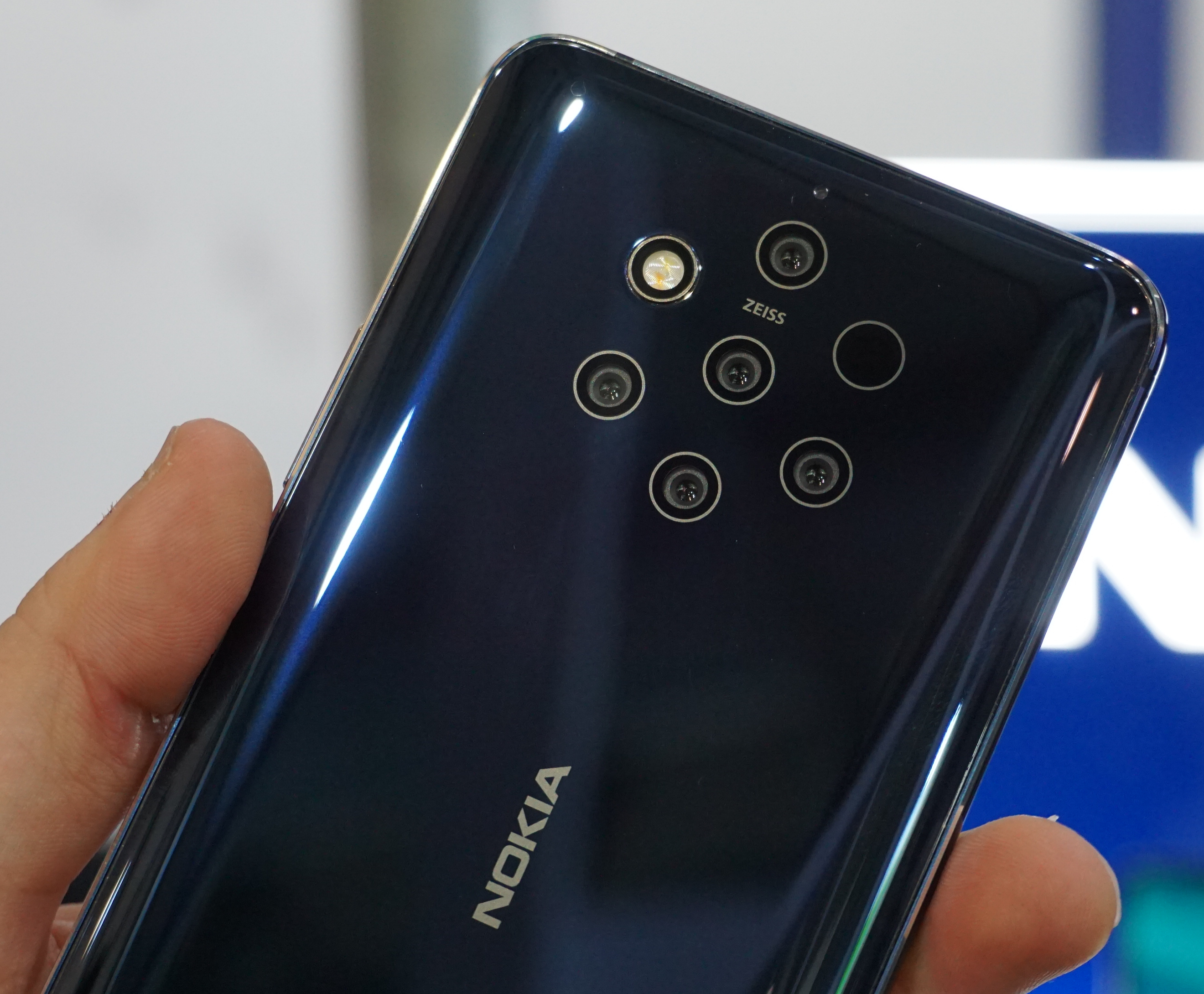
Le 5 fotocamere del Nokia 9 Pureview (Primo smartphone al mondo ad introdurre 5 fotocamere)

Il 18 maggio 2016, Microsoft ha annunciato la vendita di parte della divisione Mobile (definendola poco strategica) alla neocostituita HMD Global (società fondata da dipendenti Nokia, con lo scopo di riportare il brand Nokia sui dispositivi consumer).  In seguito, HMD ha firmato un accordo di licenza con Nokia per l'utilizzo esclusivo del marchio su cellulari e tablet in tutto il mondo per tutto il successivo decennio, per l'utilizzo dei brevetti essenziali relativi ai cellulari così come i diritti di design acquistati da Microsoft. La vendita si è conclusa il 1º dicembre 2016 e HMD è entrata ufficialmente sul mercato. L'insieme di questi accordi hanno reso HMD l'unico licenziatario mondiale per tutti i cellulari e tablet Nokia. Il resto della divisione Microsoft Mobile come i feature phone e le fabbriche è stato acquisito da FIH mobile, una sussidiaria di Foxconn con sede a Taiwan, che si occuperà della produzione e distribuzione dei prodotti Nokia. Il costo totale delle operazioni tra HMD e FIH mobile è stato pari a 350 000 000 di dollari. HMD ha anche dichiarato che è previsto un investimento pari a 500 milioni di dollari per sostenere la commercializzazione di nuovi prodotti nel corso dei tre anni successivi.
Nokia ha presentato i nuovi dispositivi (Nokia 3310, Nokia 3, Nokia 5 e Nokia 6) al Mobile World Congress 2017 e ha annunciato la loro messa in vendita in 120 mercati a livello globale entro la fine di giugno dello stesso anno.
Il 6 luglio 2017 HMD annuncia di aver siglato un accordo con Zeiss per sviluppare il comparto imaging dei futuri smartphone Nokia.
Il 28 febbraio 2019, al Mobile World Congress di Barcellona, viene presentato il Nokia 9 Pureview, primo smartphone dotato di 5 sensori fotografici posteriori, ottenenedo ben 19 riconoscimenti. Il 19 marzo 2020 viene presentato il Nokia 8.3 5G, primo dispositivo Nokia che supporta le reti 5G.
Nel 2022 HMD Global ha affermato che non si concentrerà nella fascia alta del mercato. Dal 2020 al 2021 infatti il fatturato dell'azienda è aumentato del 41% grazie alla fascia entry level, mentre nel 2021 ha raggiunto il primo anno di profittabilità. Per questi motivi Adam Ferguson, Global Head of Product Marketing di HMD Global, ha riferito che non avrebbe senso compiere sforzi per produrre dispositivi della fascia di prezzo di 800 euro. Inoltre l'azienda ha diversificato il proprio mercato con dispositivi indossabili, un tablet e il primo PC portatile.

## Software

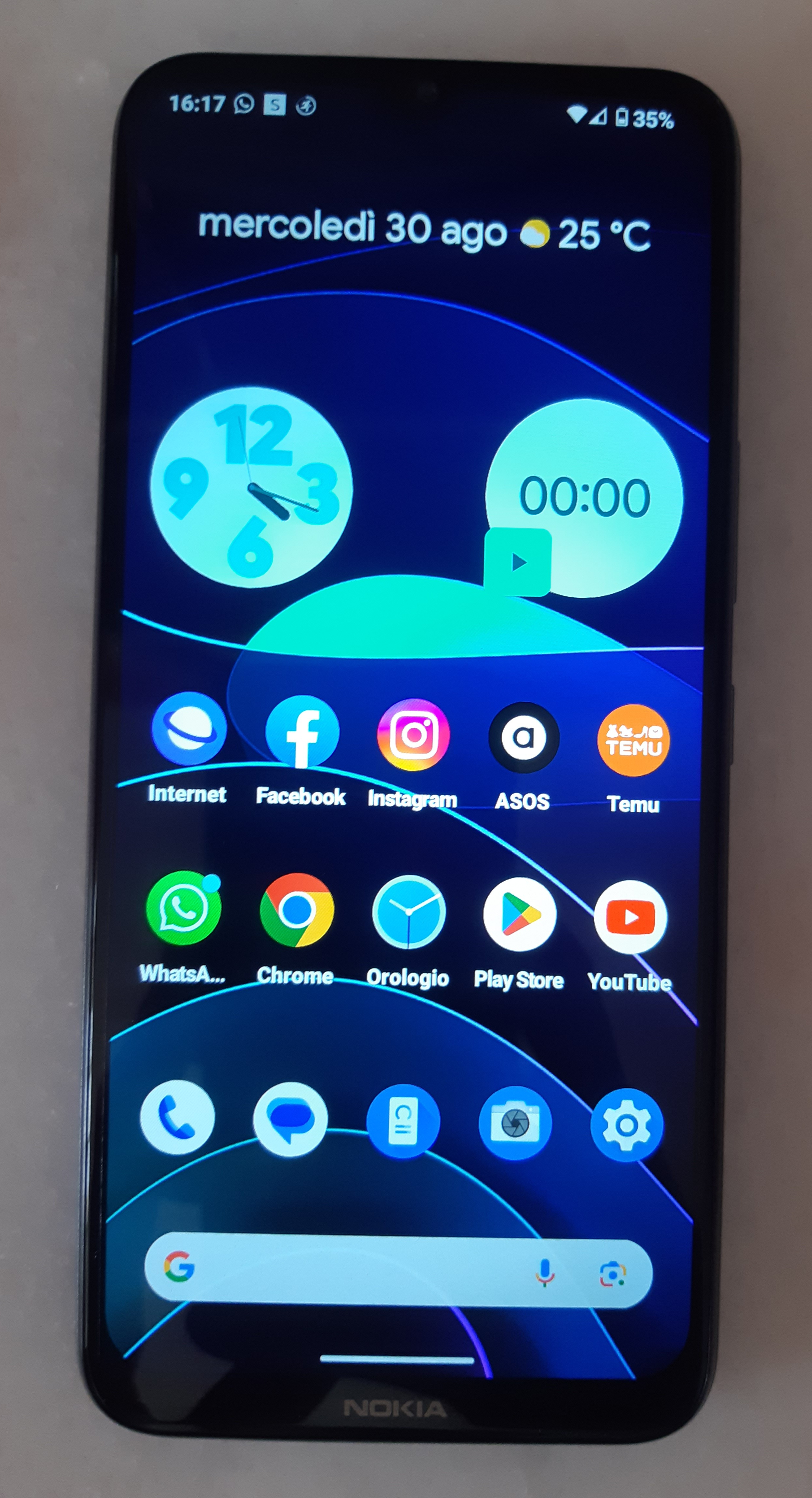
Smartphone Nokia basato sul sistema Operativo Android

I Telefoni Nokia sono in partnership strategica con Google e gli smartphone Nokia eseguono attualmente il sistema operativo Android di Google. Il software è basato su un'esperienza simile agli smartphone pixel di Google, il cosiddetto "Android Stock" dotato delle medesime personalizzazioni che Google ha introdotto sui suoi smartphone proprietari. Ad eccezione di alcune app, infatti gli smartphone Nokia vantano di una diversa interfaccia utente della fotocamera, l'aggiunta del classico avvio di Nokia e la suoneria Nokia tune e altre piccole personalizzazioni aggiunte dall'azienda come la radio FM.  HMD lo ha definito "puro, sicuro e aggiornato", sostenendo che non contiene bloatware o altro software aggiuntivo e che i telefoni riceveranno aggiornamenti software più rapidi rispetto ad altri OEM. Potrebbe essere visto come un successore spirituale dell'ex serie Nexus di Google, che era nota per l'esecuzione di Android Stock. I dispositivi di lancio di HMD sono stati precaricati con Android 7 "Nougat" e hanno ricevuto Android "Oreo" e la versione "P". Il CEO Arto Nummela, in un'intervista del giugno 2017, ha detto che HMD è il "primo partner di Google".
Secondo alcuni analisti, HMD è rimasta fedele alla promessa di aggiornamenti rapidi, poiché i telefoni Nokia sono stati e continuano ad essere ancora oggi nel 2023, tra i primi dispositivi a ricevere le patch di sicurezza mensilmente, in genere dopo 14 giorni dal rilascio ufficiale da parte di Google,  i terminali Nokia sono assolutamente delle prime scelte per quanto riguarda la sicurezza e l’esperienza software dato che garantiscono fino a 4 anni di aggiornamenti mensili per la sicurezza e fino a 3 anni per gli aggiornamenti per l'ultima versione di Android rilasciata da Google .
 “Per il secondo anno di fila, gli smartphone Nokia hanno raggiunto la vetta della nostra classifica fornendo aggiornamenti software e di sicurezza più completi, e hanno la quota più alta come smartphone consigliati per l’uso aziendale“, sottolinea Peter Richardson, Vice Presidente e Direttore ricerca di Counterpoint Research".

### Nokia e Android
Nel novembre 2007, dopo che Google annunciò la creazione dell'Open Handset Alliance, Nokia dichiarò di "considerare" l'adesione all'alleanza, nonostante la sua partecipazione in Symbian Ltd. Alla fine Nokia non si unì e creò invece la rivale Symbian Foundation nel 2008, dopo aver preso il controllo del sistema operativo Symbian e averlo reso open source. Nel 2010, mentre la concorrenza diventava sempre più dura, Nokia perse alcuni partner della Symbian Foundation, che supportarono in seguito solo Google. Nokia pianificò quindi di sostituire Symbian con MeeGo, il nuovo sistema operativo basato su Linux creato in collaborazione con Intel, con il quale venne equipaggiato il Nokia N9.
Sotto la guida del CEO Stephen Elop, la società scelse di fermare il progetto MeeGo a favore dell'adozione di Windows Phone, che portò alla collaborazione con Microsoft nel 2011 e la conseguente chiusura dello sviluppo di Symbian. L'amministratore delegato di Google, Eric Schmidt, confermò che la società tenne ampi "negoziati riservati" con Nokia per incoraggiare l'uso di Android. Nonostante ciò, in quell'anno Nokia continuò a sperimentare Android e le immagini trapelate mostrarono un prototipo di Nokia N9 con Android.

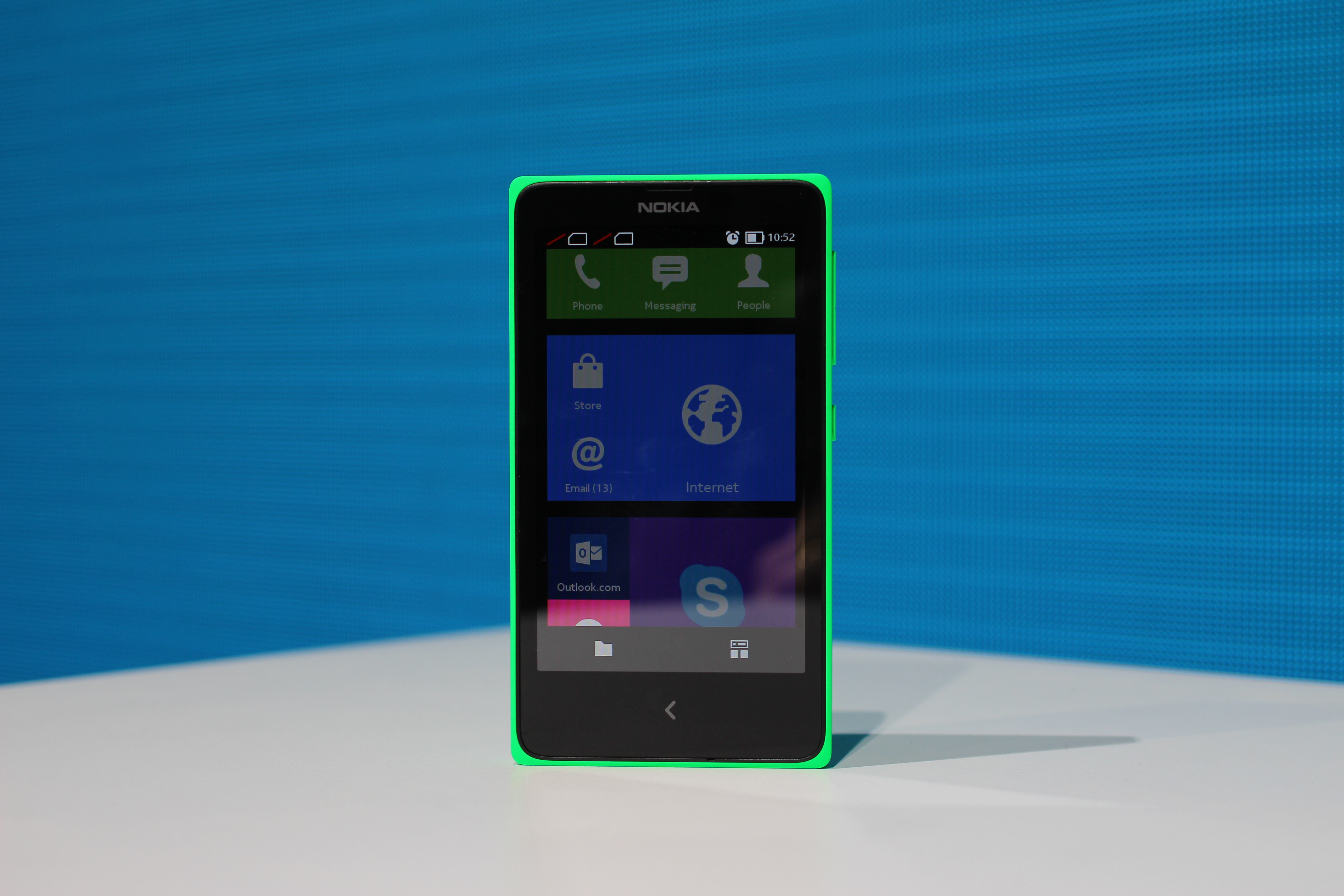
Nokia X (2014)

Alla fine del 2013, quando Microsoft annunciò l'intenzione di acquistare la divisione "Devices and services" di Nokia, il New York Times riferì che un team di Nokia stava testando segretamente Android sui dispositivi Lumia e che Microsoft ne era a conoscenza. Alcuni analisti sostengono che Microsoft abbia acquistato l'azienda perché Nokia stava pensando di passare ad Android, il che avrebbe potuto far perdere a Microsoft e il suo Windows Phone la posizione di OEM dominante tra i dispositivi Nokia. Nel dicembre 2013 trapelarono alcune notizie relative ad uno smartphone Nokia con nome in codice Normandy, che fu poi introdotto con il nome "Nokia X" a febbraio 2014, equipaggiato con una versione fortemente personalizzata del progetto Android Open Source (AOSP) e rilasciato nei mercati emergenti. L'acquisizione si concluse solo due mesi più tardi e Microsoft interruppe la serie X poco dopo. In un'intervista a Forbes, l'ex CEO di HMD Arto Nummela affermò che la famiglia Nokia X divenne sorprendentemente popolare tra gli utenti di dispositivi Samsung e Apple di fascia alta, nonostante fosse una serie di dispositivi di fascia medio-bassa.
Dopo la vendita, la divisione Nokia Technologies sviluppò il tablet N1, basato su Android e con l'interfaccia Z Launcher, rilasciato in Cina nel 2015. Il CEO di Nokia, Rajeev Suri, confermò il ritorno di smartphone a marchio Nokia nel giugno 2015, attraverso una strategia di licenza, fino all'annuncio ufficiale della creazione di HMD Global nel maggio 2016. Il Nokia 6 è stato annunciato a gennaio 2017, quasi sei anni dopo il rifiuto di Nokia a Google e l'inizio della collaborazione con Microsoft.
A febbraio 2023, HMD Global ha annunciato che gli smartphone 5G saranno prodotti in Europa.

## Hardware
Il design degli smartphone Nokia di HMD è costituito dal tipico design scandinavo e sono considerati una reminiscenza della precedente serie Lumia. Quando è stata costituita nel 2016, HMD ha dichiarato di voler sviluppare telefoni fedeli all'eredità che ha reso Nokia famosa, come "design, robustezza e affidabilità".
I Nokia 5, Nokia 6 e Nokia 8 sono realizzati in un unico blocco di alluminio serie 6000, mentre il Nokia 7 con un blocco di alluminio serie 7000 (Ergal) . I responsabili dei design della società sono Raun Forsyth e Alasdair McPhail.

## Prodotti
Dal 2021 viene utilizzata una nuova numerazione per denominare gli smartphone: nascono le serie C (fascia bassa), G (fascia medio), X (fascia medio-alta), XR (fascia a elevata resistenza agli urti di fascia alta) e T (tablet).

### Smartphone

#### Nuova nomenclatura (dal 2019)

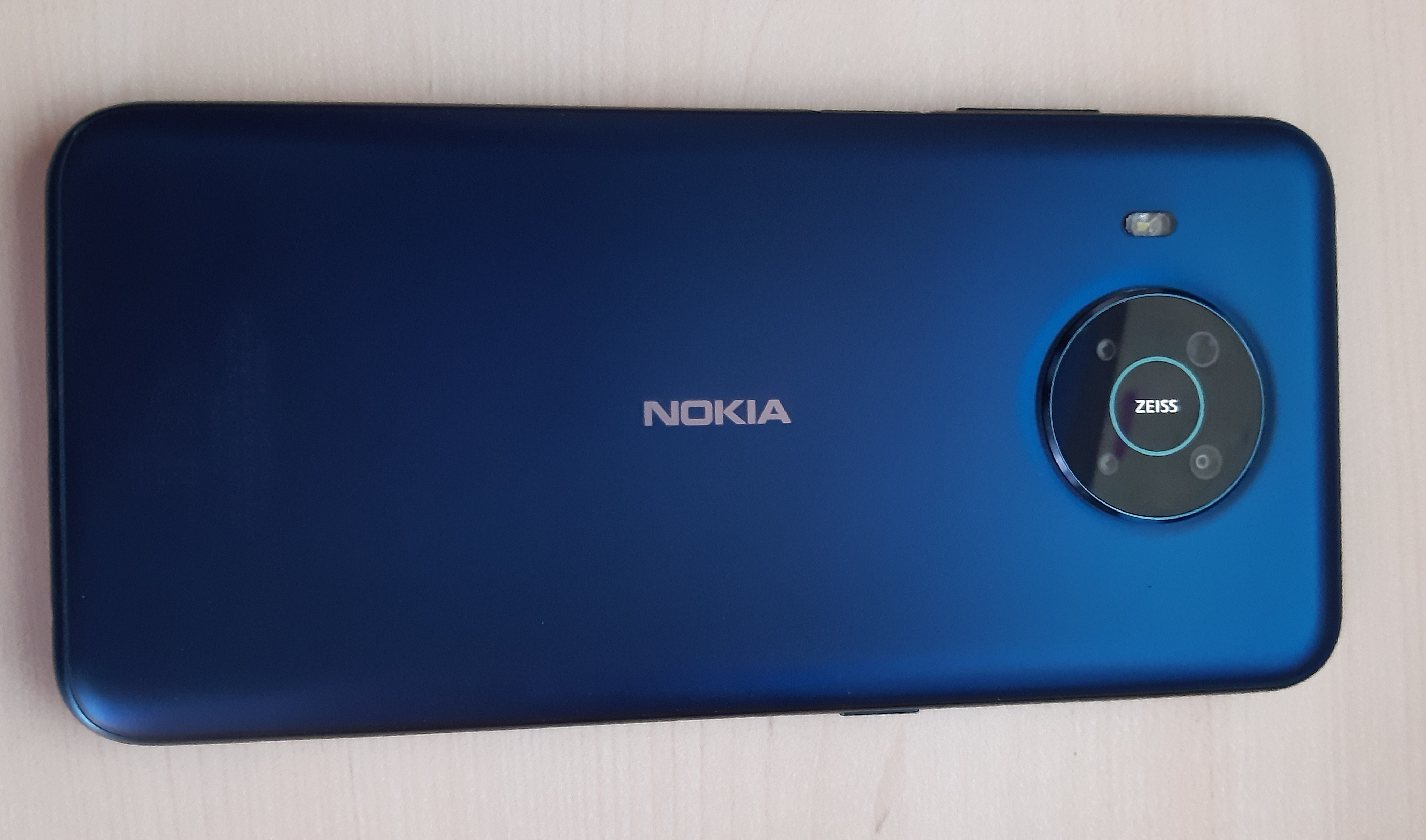
Nokia X20 5G

##### Serie XR (rugged)
- Nokia XR20 5G[54]
- Nokia XR21

##### Serie X
- Nokia X5 (venduto solo in Cina)
- Nokia X6 (venduto solo in Cina)
- Nokia X7 (venduto solo in Cina)
- Nokia X10[55]
- Nokia X20
- Nokia X30 5G
- Nokia X71 (solo per i mercati di Taiwan e Cina)
- Nokia X100 5G (solo per il mercato Americano)

##### Serie G
- Nokia G10
- Nokia G11
- Nokia G11 Plus
- Nokia G20
- Nokia G21[56]
- Nokia G22
- Nokia G42 5G
- Nokia G50 5G[57]
- Nokia G60 5G
- Nokia G100 (venduto solo negli Stati Uniti)
- Nokia G300 (venduto solo negli Stati Uniti)
- Nokia G400 (venduto solo negli Stati Uniti)

##### Serie C
- Nokia C01 Plus (non venduto in Europa)
- Nokia C02 (non venduto in Europa)
- Nokia C1 (venduto solo in Africa, Medio Oriente e Asia)
- Nokia C1 2021 (non venduto in Europa)
- Nokia C1 Plus (non venduto in Europa)
- Nokia C2 (venduto solo in Africa, Medio Oriente e Asia)
- Nokia C2 Tava (venduto solo negli Stati Uniti)
- Nokia C2 Tennen (venduto solo negli Stati Uniti)
- Nokia C2 2nd Edition (non venduto in Europa)
- Nokia C3 (venduto solo in Cina)
- Nokia C5 Endi (non venduto in Italia)
- Nokia C10 (non venduto in Italia)
- Nokia C12 (non venduto in Italia)
- Nokia C12 Pro (non venduto in Italia)
- Nokia C12 Plus (non venduto in Italia)
- Nokia C20 (non venduto in Italia)
- Nokia C20 Plus (non venduto in Italia)
- Nokia C21 (non venduto in Italia)
- Nokia C21 Plus (non venduto in Italia)
- Nokia C22 (non venduto in Italia)
- Nokia C30 (non venduto in Italia)
- Nokia C31 (non venduto in Italia)
- Nokia C32
- Nokia C100 (venduto solo negli Stati Uniti)
- Nokia C200 (venduto solo negli Stati Uniti)

#### Vecchia nomenclatura (2017-2021)

##### Serie 1
- Nokia 1
- Nokia 1 Plus
- Nokia 1.3
- Nokia 1.4

##### Serie 2
- Nokia 2
- Nokia 2V (solo per il mercato statunitense)
- Nokia 2V Tella (solo per il mercato statunitense)
- Nokia 2.1
- Nokia 2.2
- Nokia 2.3
- Nokia 2.4[58]

##### Serie 3
- Nokia 3
- Nokia 3V (venduto solo per il mercato statunitense)
- Nokia 3.1
- Nokia 3.1A (solo per il mercato statunitense)
- Nokia 3.1C (solo per il mercato statunitense)
- Nokia 3.1 Plus
- Nokia 3.2
- Nokia 3.4

##### Serie 4
- Nokia 4.2

##### Serie 5
- Nokia 5
- Nokia 5.1
- Nokia 5.1 Plus
- Nokia 5.3
- Nokia 5.4

##### Serie 6

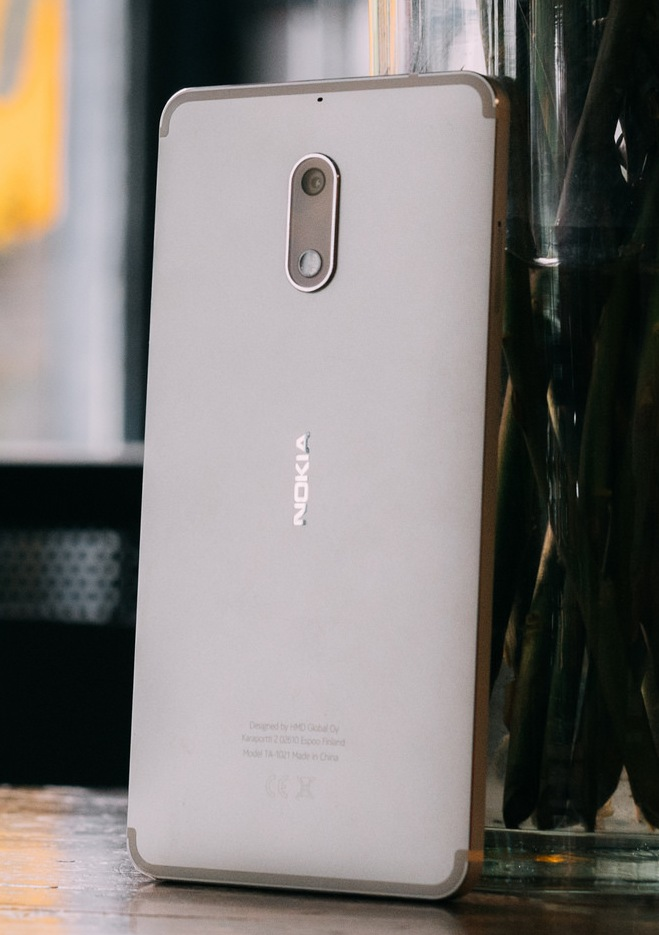
Nokia 6, il primo Nokia ad utilizzare il sistema Android

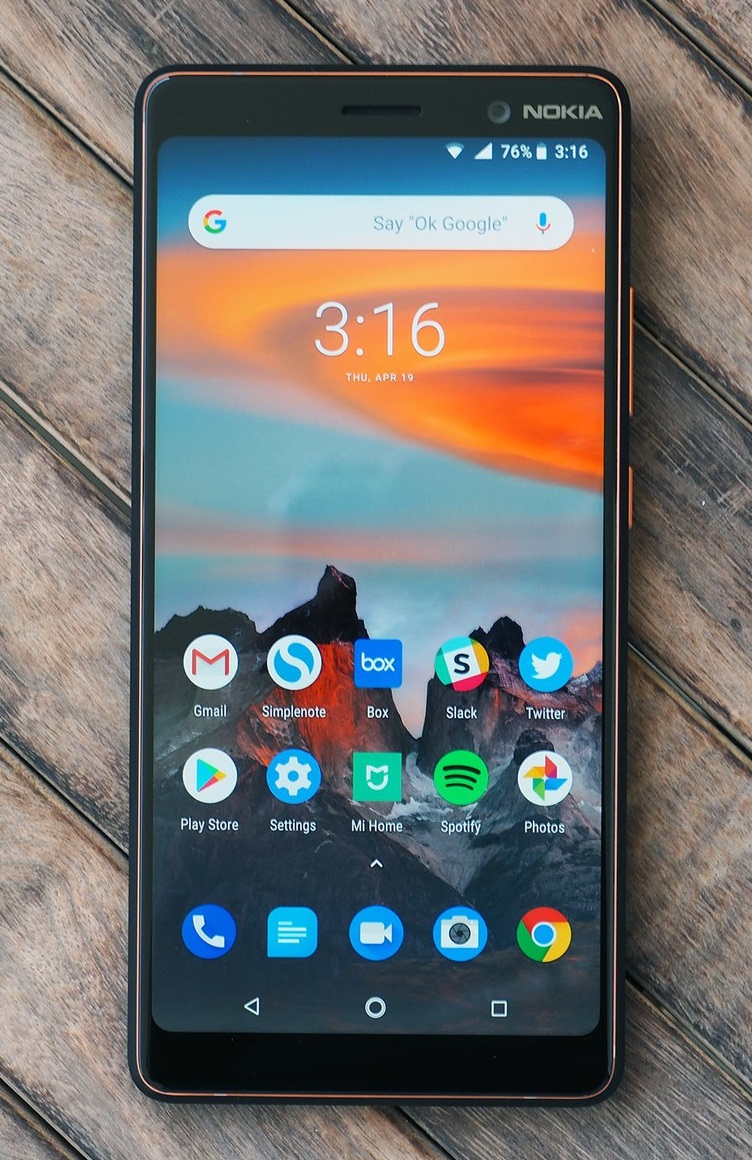
Nokia 7 Plus

- Nokia 6
- Nokia 6.1
- Nokia 6.1 Plus
- Nokia 6.2

##### Serie 7
- Nokia 7 (solo per il mercato asiatico)
- Nokia 7 Plus
- Nokia 7.1
- Nokia 7.2

##### Serie 8
- Nokia 8
- Nokia 8 Sirocco
- Nokia 8 V 5G (non venduto in Italia)
- Nokia 8.1
- Nokia 8.3 5G

##### Serie 9
- Nokia 9 Pureview

### Feature phone
- Nokia 105/105 Dual Sim (2017)
- Nokia 105 (2019)
- Nokia 105 Classic
- Nokia 105 4G (2021)
- Nokia 105 4G (2023)
- Nokia 106 (2018)
- Nokia 110 (2019)
- Nokia 110 4G (2021)
- Nokia 110 4G (2023)
- Nokia 125 (non venduto in Italia)
- Nokia 130/130 Dual Sim (2017)
- Nokia 130 Classic
- Nokia 150 (2020) (non venduto in Italia)
- Nokia 150/150 Dual Sim
- Nokia 210 (non venduto in Italia)
- Nokia 215 4G (non venduto in Italia)

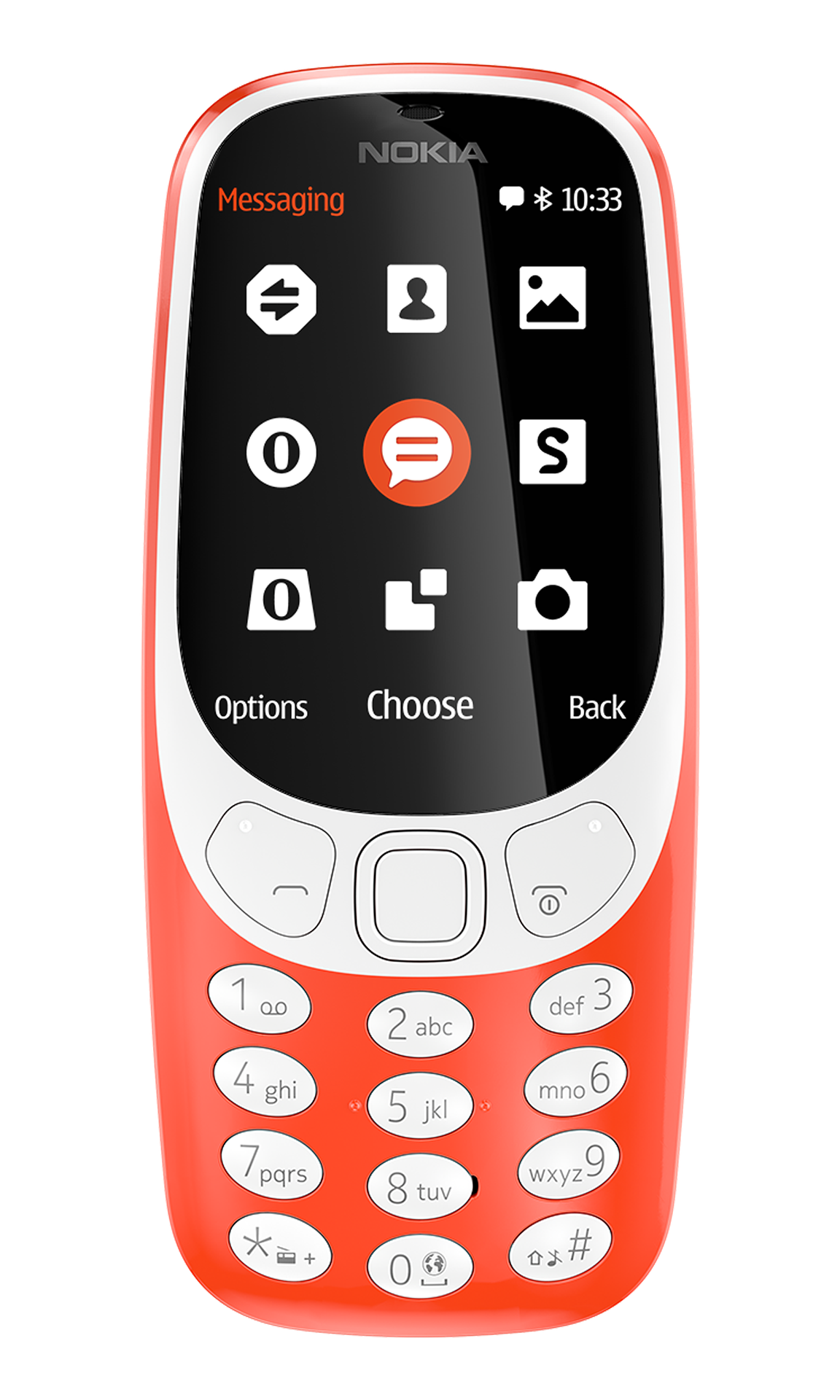
Nokia 3310

- Nokia 216/216 Dual Sim
- Nokia 220 4G
- Nokia 225 4G
- Nokia 225 4G
- Nokia 800 Tough
- Nokia 8000 4G

### Nokia Classic Series
- Nokia 2720 Flip
- Nokia 2720 V Flip (non venduto in Italia)
- Nokia 2760 Flip
- Nokia 3310/3310 Dual Sim (2017)
- Nokia 3310 3G
- Nokia 3310 4G
- Nokia 5310
- Nokia 5710 XpressAudio
- Nokia 6300 4G
- Nokia 6310 4G
- Nokia 8110 4G
- Nokia 8210 4G
- Nokia 5310 (2020)

### Tablet
- Nokia T10
- Nokia T20
- Nokia T21

## Amministrazione
Dopo le dimissioni del precedente AD Arto Nummela il 19 luglio 2017, il Presidente e amministratore delegato (CEO) della società è Florian Seiche, ex dipendente Nokia ma anche di Siemens, Orange e HTC.
Il 15 agosto 2016, Pekka Rantala, ex amministratore delegato di Rovio Entertainment diventa direttore marketing di HMD. Rantala ha anche ricoperto diversi ruoli in Nokia dal 1994 al 2011.
Ad aprile 2021, dopo 15 anni di collaborazione con Nokia, Juho Sarvikas ha annunciato che lascerà l'azienda per iniziare una nuova avventura.
A ottobre 2022, il CEO Florian Seiche, con un passato in Microsoft, HTC e Nokia si è dimesso lasciando il posto come Presidente e CEO a Jean Francois Baril, co fondatore di HMD Global.

## Informazioni legali
HMD è di proprietà di Smart Connect LP, un fondo di private equity in parte gestito da Jean-François Baril. Baril è stato vicepresidente senior di Nokia dal 1999 al 2012 ed ha anche lavorato in precedenza presso Hewlett-Packard, Compaq e ha avuto ruoli in numerose altre aziende.
La sede principale di HMD si trova a Espoo, più precisamente in Bertel Jungin aukio 9. Ha inoltre uffici in Cina e a Londra.
Secondo il database delle aziende finlandesi, HMD risulta costituita nel novembre 2015.